# Zwickau Hauptbahnhof
Zwickau Hauptbahnhof is een spoorwegstation in de Duitse plaats Zwickau. Het station werd in 1845 geopend. 

## Treindienst
| Serie | Treinsoort                                 | Route                                                                               | Bijzonderheden           |
| ----- | ------------------------------------------ | ----------------------------------------------------------------------------------- | ------------------------ |
| S 5   | S-Bahn Mitteldeutschland (DB Regio Südost) | Halle (Saale) Hbf – Leipzig/Halle Flughafen – Leipzig Hbf – Altenburg – Zwickau Hbf | Wordt versterkt door S5X |
| S 5X  | S-Bahn Mitteldeutschland (DB Regio Südost) | Halle (Saale) Hbf – Leipzig/Halle Flughafen – Leipzig Hbf – Altenburg – Zwickau Hbf |                          |